# Ronde van Italië voor vrouwen 2024
De Giro d’Italia Women (voorheen Giro Donne) is in 2024 de 35e editie van de Ronde van Italië voor vrouwen. Ze werd verreden tussen 7 juli en 14 juli 2024. De start was een 14 kilometer lange tijdrit in Brescia en er werd gefinisht met twee bergetappes, waarvan de laatste met aankomst in de stad L'Aquila. De koninginnenetappe ging op de een-na-laatste dag naar Blockhaus. De vorige editie werd gewonnen door de Nederlandse Annemiek van Vleuten in haar laatste jaar als prof. Deze editie werd gewonnen door de Italiaanse Elisa Longo Borghini, die de proloog wist te winnen en vervolgens de hele ronde in de roze leiderstrui reed. Wereldkampioene Lotte Kopecky naderde in de voorlaatste etappe tot op één seconde, maar verloor in de slotetappe nog 20 seconden.

## Ploegen
Er namen 22 ploegen deel met elk zeven rensters, behalve EF-Oatly-Cannondale dat met zes rensters uitkwam, wat het totaal aantal tot 153 deelneemsters bracht. Alle vijftien World Tourteams namen deel, aangevuld met zeven continentale ploegen.

## Etappe-overzicht
| Datum   | Etappe | Start – Finish                    | Afstand | Type                | Ritwinnares          | Ploeg               | Klassementsleidster  |
| ------- | ------ | --------------------------------- | ------- | ------------------- | -------------------- | ------------------- | -------------------- |
| 7 juli  | 1      | Brescia – Brescia                 | 14,6 km | Individuele tijdrit | Elisa Longo Borghini | Lidl-Trek           | Elisa Longo Borghini |
| 8 juli  | 2      | Sirmione – Volta Mantovana        | 102 km  | Vlakke rit          | Chiara Consonni      | UAE Team ADQ        | Elisa Longo Borghini |
| 9 juli  | 3      | Sabbioneta – Toano                | 111 km  | Heuvelrit           | Niamh Fisher-Black   | SD Worx-Protime     | Elisa Longo Borghini |
| 10 juli | 4      | Imola – Urbino                    | 131 km  | Heuvelrit           | Clara Emond          | EF-Oatly-Cannondale | Elisa Longo Borghini |
| 11 juli | 5      | Frontone – Foligno                | 111 km  | Heuvelrit           | Lotte Kopecky        | SD Worx-Protime     | Elisa Longo Borghini |
| 12 juli | 6      | San Benedetto del Tronto – Chieti | 155 km  | Heuvelrit           | Liane Lippert        | Movistar            | Elisa Longo Borghini |
| 13 juli | 7      | Lanciano – Blockhaus              | 123 km  | Bergrit             | Neve Bradbury        | Canyon-SRAM         | Elisa Longo Borghini |
| 14 juli | 8      | Pescara – L'Aquila                | 109 km  | Bergrit             | Kimberley Le Court   | AG Insurance-Soudal | Elisa Longo Borghini |

## Klassementenverloop
De roze trui wordt uitgereikt aan de rijdster met de laagste totaaltijd.
 De (ciclamino) paarse trui wordt uitgereikt aan de rijdster met de meeste punten van de etappefinishes en tussensprints.
 De "Queen of the Mountains" (Bergkoningin) trui wordt uitgereikt aan de rijdster met de meeste behaalde punten uit bergtop passages.
 De witte trui wordt uitgereikt aan de beste jongere in het algemeen klassement.
 De (azzurre) blauwe trui wordt uitgereikt aan de beste Italiaanse rijdster in het algemeen klassement.
| Etappe           | Algemeen klassement  | Puntenklassement     | Bergklassement        | Jongerenklassement  | Ploegenklassement   | Beste Italiaanse     |
| ---------------- | -------------------- | -------------------- | --------------------- | ------------------- | ------------------- | -------------------- |
| 1                | Elisa Longo Borghini | Elisa Longo Borghini | niet uitgereikt       | Antonia Niedermaier | Lidl-Trek           | Elisa Longo Borghini |
| 2                | Elisa Longo Borghini | Chiara Consonni      | Ana Vitória Magalhães | Antonia Niedermaier | Lidl-Trek           | Elisa Longo Borghini |
| 3                | Elisa Longo Borghini | Lotte Kopecky        | Niamh Fisher-Black    | Antonia Niedermaier | Lidl-Trek           | Elisa Longo Borghini |
| 4                | Elisa Longo Borghini | Lotte Kopecky        | Clara Emond           | Antonia Niedermaier | Canyon//SRAM Racing | Elisa Longo Borghini |
| 5                | Elisa Longo Borghini | Lotte Kopecky        | Clara Emond           | Antonia Niedermaier | Canyon//SRAM Racing | Elisa Longo Borghini |
| 6                | Elisa Longo Borghini | Lotte Kopecky        | Clara Emond           | Antonia Niedermaier | Liv AlUla Jayco     | Elisa Longo Borghini |
| 7                | Elisa Longo Borghini | Lotte Kopecky        | Justine Ghekiere      | Neve Bradbury       | Liv AlUla Jayco     | Elisa Longo Borghini |
| 8                | Elisa Longo Borghini | Lotte Kopecky        | Justine Ghekiere      | Neve Bradbury       | Liv AlUla Jayco     | Elisa Longo Borghini |
| Eindklassementen | Elisa Longo Borghini | Lotte Kopecky        | Justine Ghekiere      | Neve Bradbury       | Liv AlUla Jayco     | Elisa Longo Borghini |

 winnaars · 
roze trui · 
  puntenklassement · 
  bergklassement · 
 jongerenklassement · 
 intergiro · 
 ploegenklassement · 
 strijdlust · 
 zwarte trui
Giro d'Italia Next Gen · Giro Donne · Cima Coppi
 Belgische rozetruidragers · etappewinnaars
 Nederlandse rozetruidragers · etappewinnaars
Mannen:
1909 · 
1910 · 
1911 · 
1912 · 
1913 · 
1914 · 
1919 · 
1920 · 
1921 · 
1922 · 
1923 · 
1924 · 
1925 · 
1926 · 
1927 · 
1928 · 
1929 · 
1930 · 
1931 · 
1932 · 
1933 · 
1934 · 
1935 · 
1936 · 
1937 · 
1938 · 
1939 · 
1940 · 
1946 · 
1947 · 
1948 · 
1949 · 
1950 · 
1951 · 
1952 · 
1953 · 
1954 · 
1955 · 
1956 · 
1957 · 
1958 · 
1959 · 
1960 · 
1961 · 
1962 · 
1963 · 
1964 · 
1965 · 
1966 · 
1967 · 
1968 · 
1969 · 
1970 · 
1971 · 
1972 · 
1973 · 
1974 · 
1975 · 
1976 · 
1977 · 
1978 · 
1979 · 
1980 · 
1981 · 
1982 · 
1983 · 
1984 · 
1985 · 
1986 · 
1987 · 
1988 · 
1989 · 
1990 · 
1991 · 
1992 · 
1993 · 
1994 · 
1995 · 
1996 · 
1997 · 
1998 · 
1999 · 
2000 · 
2001 · 
2002 · 
2003 · 
2004 · 
2005 · 
2006 · 
2007 · 
2008 · 
2009 · 
2010 · 
2011 · 
2012 · 
2013 · 
2014 · 
2015 · 
2016 · 
2017 · 
2018 · 
2019 · 
2020 · 
2021 · 
2022 · 
2023 · 
2024 · 
2025
Vrouwen:
1988 · 
1989 · 
1990 · 
1991 ·
1992 ·
1993 · 
1994 · 
1995 · 
1996 · 
1997 · 
1998 · 
1999 · 
2000 · 
2001 · 
2002 · 
2003 · 
2004 · 
2005 · 
2006 · 
2007 · 
2008 · 
2009 · 
2010 · 
2011 · 
2012 ·
2013 · 
2014 ·
2015 ·
2016 ·
2017 ·
2018 ·
2019 ·
2020 ·
2021 ·
2022 ·
2023 ·
2024 ·
2025
Tour Down Under ·
Cadel Evans Great Ocean Road Race ·
Ronde van de Verenigde Arabische Emiraten ·
Omloop Het Nieuwsblad ·
Strade Bianche ·
Ronde van Drenthe ·
Trofeo Alfredo Binda-Comune di Cittiglio ·
Brugge-De Panne ·
Gent-Wevelgem ·
Ronde van Vlaanderen ·
Parijs-Roubaix ·
Amstel Gold Race ·
Waalse Pijl ·
Luik-Bastenaken-Luik ·
Ronde van Spanje ·
Ronde van het Baskenland ·
Ronde van Burgos ·
RideLondon Classic ·
Ronde van Groot-Brittannië ·
Ronde van Zwitserland ·
Ronde van Italië ·
Ronde van Frankrijk ·
GP de Plouay-Bretagne ·
Ronde van Romandië ·
Simac Ladies Tour ·
Ronde van Chongming ·
Ronde van Guangxi
Afgelaste wedstrijden: Ronde van Scandinavië